# Бледар Сейко
Бледар Сейко (род. 1972) е албански китарист, певец и композитор.
Заедно с Адриан Люлгюрай представя Албания на „Евровизия 2013“ с песента „Identitet“. По думи на Сейко песента съдържа мотиви от Източна Албания и Чамерия.
Първата група на Сейко, в която са участвали още Редон Макаши и Елтън Деда, e сред първите албански поп групи, създадена нелегално през 1980-те години: в комунистическа Албания не били разрешени излъчването, изпълнението и записа на поп музика.
Заедно с групата „Thunderway“ участват във „Festivali i Këngës“ през 1992 г. Тогава песента им „Legjenda e Heroit“ се класира на последно място във фестивала.